# Paál András Imre
Paál András Imre (Kézdiszentkereszt, 1878. november 18. – Kézdivásárhely, 1958. november 3.) költő.

## Életútja
Kézdivásárhelyt végzett négy gimnáziumot, majd kitanulta a lakatosmesterséget, s Csíkszeredában nyitott műhelyt. Az első világháború több frontját megjárta. 1920-ban Brassóba került mint díszműlakatos; főleg épületekre, temetőkbe valóságos „vas-költeményeket” készített. A brassói Magyar Dalárda tagjaként alkalmi verseket szerzett az előadásokra, s egy versével megnyerte a Dalosszövetség jeligés pályázatát. 1926-ban a dalárda kiadta Ősi földön című verseskötetét, amelyből a vezérmotívumot adó Toll és kalapács című verset még 1978-ban is újraközölte a Brassói Lapok.